# Ercole, Sansone, Maciste e Ursus gli invincibili
Ercole, Sansone, Maciste e Ursus gli invincibili è un film del 1964 diretto da Giorgio Capitani.
Nel 1964 il genere Peplum era già preda di un vistoso declino dovuto alla ripetitività dei soggetti e a produzioni sempre più a basso budget. 
In questo film i quattro principali eroi "forzuti" del genere (Ercole, Sansone, Maciste e Ursus) si ritrovano a scontrarsi e a collaborare tra di loro, nella riproposizione in chiave parodistica e comica di alcune delle situazioni tipiche di queste opere. 
Alan Steel (Sergio Ciani) e Red Ross (Renato Rossini) impersonano Ercole e Maciste, personaggi da loro interpretati già più volte in film peplum di stampo "serio".

## Trama
Il forzuto dio Ercole durante il suo pellegrinare giunge ad un bivio. Qui suo padre Zeus lo mette in posizione di scegliere la strada della virtù e quella del piacere, contro il parere del genitore Ercole decide di fare un viaggio in Lidia per godere dei piaceri della città, durante il tragitto salva e si innamora di Onfale figlia della regina di Lidia in lotta col capo degli abitanti delle montagne. La ragazza è però innamorata del figlio del re delle montagne e, per trovare una scappatoia, fa convincere Ercole con un trucco che per averla in moglie dovrà vedersela con Sansone, il mortale più forte al mondo. Partito per trovare il suo rivale, si incontra in una locanda con Ursus  che terrorizza i proprietari, i quali a loro volta avevano mandato il figlio a cercare Maciste per scacciare lo sgradito ospite. 
Dopo un paio di baruffe tra i 3 colossi decidono di andare a trovare Sansone che, spiegata la situazione decide di andare. Tuttavia la gelosa moglie Dalila taglia i capelli, fonte della sua forza sovrumana, quindi deve rinunciare allo scontro. Ursus torna alla sua casa, con un pugno in testa lo tramortisce e lo porta via.
Tornati in Lidia lo scontro è dalla parte di Ercole che abbatte senza problemi il povero Sansone, ancora debole. Nel frattempo Onfale scappa col giovane innamorato e il figlio di Zeus parte verso quello che pensa di essere un salvataggio. Dopo aver riprotato in Lidia i giovani la ragazza racconta la verità a Ercole, decidendo poi con questi di inscenare un finto combattimento: il giovane principe sconfiggerà Ercole, che a quel punto lascerà ai due giovani innamorati la possibilità di sposarsi.
Nel frattempo a Sansone tornano i capelli lunghi e con questi la forza, quindi si avventa su Ercole, non conoscendo i piani segreti di Onfale: ciò porta ad una rissa tra Ercole, Maciste, Ursus e Sansone, interrotta da Zeus poiché stavano distruggendo il Tempio dove si trovavano. Zeus decide che gli innamorati si sposino. I quattro eroi, ora in rapporti di amicizia, si dirigono verso la casa di Sansone, poiché spaventato dal dover tornare dalla moglie.

## Distribuzione
In Italia fu distribuito in VHS dalla AVO FILM nel 1990 col titolo Maciste, gli invincibili, mentre in Francia è distribuito direttamente in DVD il 31 agosto 2017 dalla Artus Films col titolo Le Grand défi : Hercule, Samson, Maciste, et Ursus, les invincibles. Tale DVD presenta anche la lingua italiana.

### Edizioni estere
- Spagna: Combate de gigantes
- Francia: Le grand défi
- Germania Occidentale: Die Stunde der harten Männer[1]
- Polonia: Triumf gigantów